# Venansault
Venansault és un municipi francès situat al departament de Vendée i a la regió de País del Loira. L'any 2007 tenia 4.186 habitants.

## Demografia

### Població
El 2007 la població de fet de Venansault era de 4.186 persones. Hi havia 1.515 famílies de les quals 273 eren unipersonals (144 homes vivint sols i 129 dones vivint soles), 504 parelles sense fills, 672 parelles amb fills i 66 famílies monoparentals amb fills.
La població ha evolucionat segons el següent gràfic:
Habitants censats

### Habitatges
El 2007 hi havia 1.614 habitatges, 1.538 eren l'habitatge principal de la família, 23 eren segones residències i 54 estaven desocupats. 1.590 eren cases i 14 eren apartaments. Dels 1.538 habitatges principals, 1.283 estaven ocupats pels seus propietaris, 247 estaven llogats i ocupats pels llogaters i 8 estaven cedits a títol gratuït; 10 tenien una cambra, 33 en tenien dues, 129 en tenien tres, 402 en tenien quatre i 964 en tenien cinc o més. 1.353 habitatges disposaven pel capbaix d'una plaça de pàrquing. A 530 habitatges hi havia un automòbil i a 952 n'hi havia dos o més.

### Piràmide de població
La piràmide de població per edats i sexe el 2009 era:
| Homes | Edats   | Dones |
| ----- | ------- | ----- |
| 0     | 95 o +  | 8     |
| 0     | 90 a 94 | 0     |
| 12    | 85 a 89 | 28    |
| 28    | 80 a 84 | 28    |
| 60    | 75 a 79 | 48    |
| 40    | 70 a 74 | 76    |
| 40    | 65 a 69 | 56    |
| 40    | 60 a 64 | 32    |
| 48    | 55 a 59 | 48    |
| 120   | 50 a 54 | 96    |
| 180   | 45 a 49 | 144   |
| 200   | 40 a 44 | 208   |
| 128   | 35 a 39 | 148   |
| 128   | 30 a 34 | 144   |
| 88    | 25 a 29 | 72    |
| 120   | 20 a 24 | 88    |
| 156   | 15 a 19 | 156   |
| 148   | 10 a 14 | 120   |
| 84    | 5 a 9   | 140   |
| 116   | 0 a 4   | 116   |

## Economia
El 2007 la població en edat de treballar era de 2.803 persones, 2.199 eren actives i 604 eren inactives. De les 2.199 persones actives 2.072 estaven ocupades (1.073 homes i 999 dones) i 127 estaven aturades (59 homes i 68 dones). De les 604 persones inactives 242 estaven jubilades, 237 estaven estudiant i 125 estaven classificades com a «altres inactius».

### Ingressos
El 2009 a Venansault hi havia 1.620 unitats fiscals que integraven 4.415 persones, la mediana anual d'ingressos fiscals per persona era de 18.381 €.

### Activitats econòmiques
Dels 138 establiments que hi havia el 2007, 2 eren d'empreses extractives, 3 d'empreses alimentàries, 2 d'empreses de fabricació de material elèctric, 3 d'empreses de fabricació d'elements pel transport, 8 d'empreses de fabricació d'altres productes industrials, 33 d'empreses de construcció, 31 d'empreses de comerç i reparació d'automòbils, 4 d'empreses de transport, 3 d'empreses d'hostatgeria i restauració, 1 d'una empresa d'informació i comunicació, 10 d'empreses financeres, 3 d'empreses immobiliàries, 11 d'empreses de serveis, 14 d'entitats de l'administració pública i 10 d'empreses classificades com a «altres activitats de serveis».
Dels 41 establiments de servei als particulars que hi havia el 2009, 1 era una oficina de correu, 2 oficines bancàries, 6 tallers de reparació d'automòbils i de material agrícola, 1 autoescola, 6 paletes, 2 guixaires pintors, 8 fusteries, 4 lampisteries, 3 electricistes, 1 empresa de construcció, 3 perruqueries, 3 restaurants i 1 saló de bellesa.
Dels 9 establiments comercials que hi havia el 2009, 2 eren grans superfícies de material de bricolatge, 1 una botiga de menys de 120 m², 3 fleques, 2 botigues de material esportiu i 1 una floristeria.
L'any 2000 a Venansault hi havia 57 explotacions agrícoles que ocupaven un total de 2.920 hectàrees.

## Equipaments sanitaris i escolars
L'únic equipament sanitari que hi havia el 2009 era una farmàcia.
El 2009 hi havia 1 escola maternal i 2 escoles elementals.

## Poblacions més properes
El següent diagrama mostra les poblacions més properes.